# ماریو، سن بارتلمی
ماریو (به فرانسوی: Marigot) یک منطقهٔ مسکونی در فرانسه است که در سن بارتلمی کارائیب واقع شده‌است.